# Burglinde Pollaková
Burglinde Pollaková, rozená Grimmová (* 10. června 1951, Werder, Braniborsko) je bývalá německá atletka, která se věnovala tehdejšímu pětiboji pod otevřeným nebem.
Získala bronzovou medaili na letních olympijských hrách v roce 1972 a 1976. Je trojnásobnou vicemistryní Evropy z let 1971, 1974 a 1978. Reprezentovala tehdejší německou demokratickou republiku.

## Úspěchy
| Rok  | Závod                              | Místo                 | Umístění | Výkon |
| ---- | ---------------------------------- | --------------------- | -------- | ----- |
| 1969 | Mistrovství Evropy v atletice 1969 | Athény, Řecko         | 8.       | 4 598 |
| 1971 | Mistrovství Evropy v atletice 1971 | Helsinky, Finsko      | 2.       | 5 275 |
| 1972 | Letní olympijské hry 1972          | Mnichov, Německo      | 3.       | 4 768 |
| 1974 | Mistrovství Evropy v atletice 1974 | Řím, Itálie           | 2.       | 4 676 |
| 1976 | Letní olympijské hry 1976          | Montreal, Kanada      | 3.       | 4 740 |
| 1978 | Mistrovství Evropy v atletice 1978 | Praha, Československo | 2.       | 4 600 |
| 1980 | Letní olympijské hry 1980          | Moskva, Sovětský svaz | 6.       | 4 553 |